# Eric Batista de Goes
 (janvier 2020).
Si vous disposez d'ouvrages ou d'articles de référence ou si vous connaissez des sites web de qualité traitant du thème abordé ici, merci de compléter l'article en donnant les références utiles à sa vérifiabilité et en les liant à la section « Notes et références ».
Eric Batista de Goes (né le 23 juillet 1984 à Osasco), dit Eric, est un footballeur brésilien à la retraite qui a joué au poste d'arrière droit.
Son fils Rodrygo est également footballeur et joue depuis 2019 au Real Madrid.